# Eremogryllodes fitzgeraldi
Eremogryllodes fitzgeraldi är en insektsart som beskrevs av Lucien Chopard 1948. Eremogryllodes fitzgeraldi ingår i släktet Eremogryllodes och familjen Myrmecophilidae. Inga underarter finns listade i Catalogue of Life.